# Malý Krtíš
Malý Krtíš és un poble i municipi d'Eslovàquia. Es troba a la regió de Banská Bystrica.

## Història
La primera menció escrita de la vila es remunta al 1251.

## Demografia
| Godina             | 1994 | 2004   | 2014    | 2024    |
| ------------------ | ---- | ------ | ------- | ------- |
| Nombre de persones | 432  | 446    | 532     | 465     |
| Diferència         |      | +3,24% | +19,28% | −12,59% |

| Godina             | 2023 | 2024   |
| ------------------ | ---- | ------ |
| Nombre de persones | 468  | 465    |
| Diferència         |      | −0,64% |